# Eugene Grazia
Eugene "Gene" Grazia  (West Springfield (Massachusetts), 29 juli 1934 - Florida, 9 november 2014) was een Amerikaans ijshockeyer. 
Tijdens de Olympische Winterspelen 1960 in eigen land won Grazia samen met zijn ploeggenoten de gouden medaille. Dit was de eerste keer dat de Amerikaanse ploeg olympisch goud won bij het ijshockey. Tijdens dit toernooi kwam Grazia slechts in twee wedstrijden in actie.